# 瑞鷹 (酒造メーカー)
瑞鷹株式会社（ずいよう）は、熊本県熊本市に本社を置く日本の醸造業である。

## 概要
1867年創業。1889年より『瑞鷹』の銘柄で日本酒を製造・販売している。「瑞鷹」の銘柄の由来は、1889年元旦に酒蔵に鷹が舞い込んだことに因む。日本酒の他、焼酎や熊本県特有の『赤酒』も製造する。2001年、瑞鷹酒造株式会社と同族経営の東肥醸造株式会社が合併し、瑞鷹酒造側が存続会社となって『瑞鷹株式会社』と商号を変更した。2006年、同族経営の酒類卸売会社「株式会社大嶋屋商店」を合併し「瑞鷹株式会社　卸事業部」として営業を継承した。
なお、東京都に所在する同名のアニメ製作会社とは一切無関係である。

## 工場
川尻本蔵
- 熊本県熊本市南区川尻4-6-67

東肥蔵
- 熊本県熊本市南区川尻1-3-72

## 商品

### 日本酒
- 瑞鷹
  - 大吟醸 雫取り
  - 大吟醸 槽搾り
  - 純米大吟醸 金
  - 純米大吟醸 銀
  - 吟醸酒 吉祥
  - 芳醇純米酒
  - 本醸造 超辛口
  - 本醸造生原酒 華ばしり
  - 特撰
  - 上撰
  - 上撰くまもとカップ（くまモンカップ）
- 純米酒 熊本城
- 純米吟醸 崇薫
- 純米酒 菜々

### 焼酎
- 醇雅 (junga)（米、麦）
- 東肥 一本槍（麦）
- 異風者（麦）
- 太鼓判（米）
- 淡麗たいこばん（米）
- じっ栗（栗）
- 天草四郎（麦）
- なんじゃかんじゃ（米、麦）
- 東肥（甲類）
- G.H.25（甲類）
- G.H.35（甲類）

ほか

### スピリッツ
- G.H. 44

### リキュール
- 瑞鷹梅酒
- チョコレートリキュールChocolat ZUIYO
- 和栗酒 栗凛
- KANPAI KUMAMOTO

### その他酒類
- 東肥赤酒（灰持酒）
- 楽友（合成清酒）

### 調味料
- 東肥味（発酵調味料）
- 東肥さかしお（発酵調味料）
- マスダイ醤油